# Яушовец, Мима
Мима Яушовец (словен. Mima Jaušovec; р. 20 июля 1956, Марибор, СФРЮ) — югославская (словенская) профессиональная теннисистка и теннисный тренер, победительница Открытого чемпионата Франции в одиночном и женском парном разряде.

## Спортивная карьера
Миму Яушовец привёл в теннис старший брат Зоран, в дальнейшем остававшийся рядом с ней в качестве спарринг-партнёра всю её карьеру. Тренерами Мимы были также Милан и Владо Крхи и Сречко Слана. Свой первый турнир она сыграла в 1967 году в родном Мариборе.
В 1973 году 17-летняя Мима была приглашена в сборную Югославии на матчи Кубка Федерации. Она помогла сборной Югославии взять верх над датчанками и принесла команде единственное очко в матче со сборной Австрии. На протяжении этого сезона она выиграла Открытый чемпионат Франции среди девушек и стала первой представительницей Европы, выигравшей крупный американский юниорский турнир Orange Bowl. В 1974 году Мима выиграла Уимблдонский турнир в одиночном разряде среди девушек и дошла до финала на молодёжном Открытом чемпионате США. На Уимблдоне она дошла до третьего круга в одиночном женском турнире, в частности, победив в первом круге Мартину Навратилову, которая была моложе её на три месяца. Она также выиграла свой первый взрослый международный турнир в парном разряде, а в одиночном дошла до своего первого финала. На следующий год она начала выступления в ранге профессионала.
В 1976 году Яушовец вошла в мировую теннисную элиту, выиграв два престижных турнира в Италии и Канаде и пробившись в полуфинал Открытого чемпионата США после победы над посеянной под четвёртым номером Вирджинией Уэйд. Весной 1977 года она приняла участие в итоговом турнире Virginia Slims как одна из восьми сильнейших теннисисток мира. После этого она выиграла Открытый чемпионат Франции; большинство сильнейших теннисисток мира в это время участвовали в розыгрыше профессиональной лиги World Team Tennis, и Яушовец, девятая в мировом рейтинге, была посеяна на турнире под первым номером и стала первой и единственной словенской теннисисткой, выигравшей турнир Большого шлема в одиночном разряде. За победу она получила пять тысяч марок. С 1975 по 1977 год она трижды подряд становилась спортсменкой года в Словении; в 1976 и 1977 годах газетой «Sportske novosti» она также была названа спортсменкой года в Югославии.
В 1978 году Яушовец второй раз подряд дошла до финала Открытого чемпионата Франции, теперь уже в присутствии сильнейших соперниц, и уступила лишь в решающем матче румынке Вирджинии Рузичи. В паре с Рузичи она выиграла три центральных грунтовых турнира подряд — Открытые чемпионаты Италии, Германии и Франции, — а затем дошла до финала на Уимблдонском турнире. В одиночном разряде на Уимблдоне Яушовец дошла до четвертьфинала.
После спада в 1979 и первой половине 1980 года Яушовец, выбывшая за пределы Top-20 в мировом рейтинге и не попавшая в посев, сумела дойти до четвертьфинала Открытого чемпионата США в 1980 году. После этого она вышла в полуфинал Открытого чемпионата Австралии, по ходу победив чемпионку Уимблдона и вторую ракетку мира Ивонн Гулагонг-Коули. Через неделю на травяном покрытии в Сиднее она дала бой Мартине Навратиловой, проиграв 2-6, 6-3, 6-7. По итогам года она в четвёртый раз была признана в Словении спортсменкой года.
В 1982 и 1983 годах Яушовец оставлась на пике формы, в числе лучших теннисисток мира. В 1982 году она снова приняла участие в итоговом турнире сезона, заняв третье место в группе и уступив затем в четвертьфинале Венди Тёрнбулл. По итогам сезона она заняла в рейтинге шестую строчку. За эти годы она выиграла ещё несколько крупных турниров в парном разряде, в том числе супертурнир в Амелия-Айленд (Флорида) с призовым фондом 250 тысяч долларов — с американкой Лесли Аллен.
Конец 1982 и первая половина 1983 года были ознаменованы для Яушовец новым спадом, включавшим «сухое» поражение от Навратиловой в Фильдерштадте. К Открытому чемпионату Франции 1983 года она подошла, будучи вне пределов списка 30 сильнейших теннисисток мира. На турнире, однако, она победила во втором круге посеянную седьмой Сильвию Ханику из ФРГ, а в четвертьфинале разгромила Кэти Хорват, обыгравшую перед этим саму Навратилову. После победы над англичанкой Джо Дьюри, также не бывшей среди посеянных участниц, Яушовец затем проиграла в своём третьем финале Открытого чемпионата Франции Крис Эверт.
Одним из последних крупных успехов Яушовец стал выход со сборной Югославии, где она была играющим капитаном, в полуфинал Кубка Федерации в 1984 году. На следующий год она завоевала свой последний титул в парном разряде на небольшом турнире в австрийском Брегенце, но продолжала выступать в нескольких турнирах в год до 1988 года в одиночном разряде и до марта 1990 года — в парном. В сборной она играла с перерывами до 1989 года, когда во второй раз помогла команде выйти в полуфинал Мировой группы, выиграв все три своих парных встречи вместе с Сабриной Голеш.
По окончании активной игровой карьеры Мима Яушовец занимается тренерской и скаутской работой. Она стала первым капитаном национальной сборной Словении в Кубке Федерации, а в 2002 году была удостоена специального приза Женской теннисной ассоциации (WTA) за свою работу в программе «Партнёры во имя успеха». Среди её учениц ведущие словенские теннисистки последующих лет Тина Писник и Полона Херцог. Она также выступает в соревнованиях ветеранов.

## Участие в финалах турниров Большого шлема за карьеру (5)

### Одиночный разряд (1-2)
| Результат | Год  | Турнир                         | Покрытие | Соперница в финале | Счёт в финале |
| --------- | ---- | ------------------------------ | -------- | ------------------ | ------------- |
| Победа    | 1977 | Открытый чемпионат Франции     | Грунт    | Флоренца Михай     | 6-2, 6-7, 6-1 |
| Поражение | 1978 | Открытый чемпионат Франции     | Грунт    | Вирджиния Рузичи   | 0-6, 3-6      |
| Поражение | 1983 | Открытый чемпионат Франции (2) | Грунт    | Крис Эверт         | 1-6, 2-6      |

### Женский парный разряд (1-1)
| Результат | Год  | Турнир                     | Покрытие | Партнёр          | Соперницы в финале             | Счёт в финале |
| --------- | ---- | -------------------------- | -------- | ---------------- | ------------------------------ | ------------- |
| Победа    | 1978 | Открытый чемпионат Франции | Грунт    | Вирджиния Рузичи | Гейл Шанфро Лесли Тёрнер-Боури | 5-7, 6-4, 8-6 |
| Поражение | 1978 | Уимблдонский турнир        | Трава    | Вирджиния Рузичи | Келли Рейд Венди Тёрнбулл      | 6-4, 8-9, 3-6 |

## Титулы в профессиональных турнирах за карьеру

### Одиночный разряд (5)
| №  | Дата        | Турнир                               | Покрытие | Соперница в финале | Счёт в финале |
| -- | ----------- | ------------------------------------ | -------- | ------------------ | ------------- |
| 1. | 23 мая 1976 | Открытый чемпионат Италии, Рим       | Грунт    | Лесли Хант         | 6-1, 6-3      |
| 2. | 16 авг 1976 | Открытый чемпионат Канады, Торонто   | Хард     | Лесли Хант         | 6-2, 6-0      |
| 3. | 23 мая 1977 | Открытый чемпионат Франции, Париж    | Грунт    | Флоренца Михай     | 6-2, 6-7, 6-1 |
| 4. | 15 мая 1978 | Открытый чемпионат Германии, Гамбург | Грунт    | Вирджиния Рузичи   | 6-2, 6-3      |
| 5. | 1 мар 1982  | Лос-Анджелес, США                    | Ковёр    | Сильвия Ханика     | 6-2, 7-6      |

### Парный разряд (11)
| №   | Дата        | Турнир                                | Покрытие | Партнёр             | Соперницы в финале                    | Счёт в финале |
| --- | ----------- | ------------------------------------- | -------- | ------------------- | ------------------------------------- | ------------- |
| 1.  | 4 ноя 1974  | Эдинбург, Великобритания              | Грунт    | Вирджиния Рузичи    | Ракель Жискар Мария-Исабель Фернандес | 6-4, 4-6, 6-4 |
| 2.  | 15 мая 1978 | Открытый чемпионат Германии, Гамбург  | Грунт    | Вирджиния Рузичи    | Хельга Мастхофф Катя Эббингхаус       | 6-4, 5-7, 6-0 |
| 3.  | 22 мая 1978 | Открытый чемпионат Италии, Рим        | Грунт    | Вирджиния Рузичи    | Флоренца Михай Бетси Нагельсен        | 6-2, 2-6, 7-6 |
| 4.  | 29 мая 1978 | Открытый чемпионат Франции, Париж     | Грунт    | Вирджиния Рузичи    | Гейл Шанфро Лесли Тёрнер-Боури        | 5-7, 6-4, 8-6 |
| 5.  | 1 янв 1979  | Вашингтон, США                        | Ковёр    | Вирджиния Рузичи    | Рене Ричардс Шэрон Уолш               | 4-6, 6-2, 6-4 |
| 6.  | 27 окт 1980 | Открытый чемпионат Стокгольма, Швеция | Ковёр    | Вирджиния Рузичи    | Гана Мандликова Бетти Стове           | 6-2, 6-1      |
| 7.  | 26 окт 1981 | Фильдерштадт, Германия                | Хард (i) | Мартина Навратилова | Барбара Поттер Энн Смит               | 6-4, 6-1      |
| 8.  | 1 фев 1982  | Детройт, США                          | Ковёр    | Лесли Аллен         | Розмари Касальс Венди Тёрнбулл        | 6-4, 6-0      |
| 9.  | 19 апр 1982 | Амелия-Айленд, Флорида, США           | Грунт    | Лесли Аллен         | Барбара Поттер Шэрон Уолш             | 6-1, 7-5      |
| 10. | 30 янв 1984 | Хьюстон, США                          | Ковёр    | Энн Уайт            | Барбара Поттер Шэрон Уолш             | 6-4, 3-6, 7-6 |
| 11. | 15 июл 1985 | Открытый чемпионат Австрии, Брегенц   | Грунт    | Вирджиния Рузичи    | Катержина Бёмова Андреа Голикова      | 6-2, 6-3      |

## Статистика выступлений в центральных турнирах

### Одиночный разряд
| Турнир                          | 1974 | 1975 | 1976 | 1977 | 1978 | 1979 | 1980 | 1981 | 1982 | 1983 | 1984 | 1985 | 1986 | 1987 | 1988 | Итого | В/П   |
| ------------------------------- | ---- | ---- | ---- | ---- | ---- | ---- | ---- | ---- | ---- | ---- | ---- | ---- | ---- | ---- | ---- | ----- | ----- |
| Открытый чемпионат Австралии    | НУ   | НУ   | НУ   | НУ   | НУ   | НУ   | 1/2  | 3К   | 2К   | НУ   | НУ   | НУ   | НУ   | НУ   | 1К   | 0/4   | 6-4   |
| Открытый чемпионат Франции      | 2К   | 2К   | 2К   | П    | Ф    | 2К   | 3К   | 1/4  | 4К   | Ф    | 3К   | 2К   | 3К   | 1К   | НУ   | 1/14  | 34-13 |
| Уимблдонский турнир             | 3К   | 4К   | 4К   | 3К   | 1/4  | 2К   | НУ   | 1/4  | 2К   | 3К   | 1К   | 1К   | 1К   | НУ   | НУ   | 0/12  | 18-12 |
| Открытый чемпионат США          | 2К   | 1К   | 1/2  | 1/4  | 2К   | 2К   | 1/4  | 2К   | 2К   | 3К   | 3К   | 2К   | НУ   | НУ   | НУ   | 0/12  | 22-12 |
| Чемпионат Virginia Slims / Avon | НУ   | НУ   | НУ   | КТ   | НУ   | НУ   | НУ   | НУ   | 1/4  | НУ   | НУ   | НУ   | НУ   | НУ   | НУ   | 0/2   | 1-5   |

### Женский парный разряд
| Турнир                       | 1974 | 1975 | 1976 | 1977 | 1978 | 1979 | 1980 | 1981 | 1982 | 1983 | 1984 | 1985 | 1986 | 1987 | Итого | В/П   |
| ---------------------------- | ---- | ---- | ---- | ---- | ---- | ---- | ---- | ---- | ---- | ---- | ---- | ---- | ---- | ---- | ----- | ----- |
| Открытый чемпионат Австралии | НУ   | НУ   | НУ   | НУ   | НУ   | НУ   | 2К   | 1К   | 2К   | НУ   | НУ   | НУ   | НУ   | НУ   | 0/3   | 2-3   |
| Открытый чемпионат Франции   | 3К   | 1/4  | 3К   | 3К   | П    | 3К   | 1/2  | 2К   | 2К   | 1К   | 1/4  | 2К   | 2К   | 1К   | 1/14  | 28-13 |
| Уимблдонский турнир          | 2К   | 2К   | 1К   | 2К   | Ф    | 1/2  | НУ   | 2К   | 3К   | 1/4  | 3К   | 3К   | 1К   | НУ   | 0/12  | 22-12 |
| Открытый чемпионат США       | 2К   | 3К   | 1/2  | 3К   | 2К   | НУ   | 3К   | 2К   | 3К   | 1/2  | 2К   | 1К   | НУ   | НУ   | 0/11  | 20-11 |